# Chitik

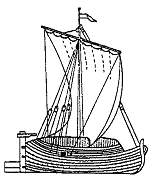
Schéma d'un Chitik marin.

Un chitik (russe : Шитик) désigne deux types de petites embarcations traditionnelles à fond plat, utilisées en Russie (Sibérie) : 
- l'un adapté à la navigation côtière en mer glacée entre le XIIIe et le XVIIe siècle.
- l'autre constitué de tiges de bois assemblées, destiné à la navigation fluviale à partir du XVIIIe siècle.

## Étymologie
Il y a deux explications de l'origine du nom de ce bateau : 
- La première viendrait du russe : Сшивать  qui signifie « coudre », évoquant le mode de confection du bateau, initialement assemblé avec des tiges de genévrier et de sapin appelés vinya (russe: Виня).
- La deuxième version associe le nom à la forme de ce que le bateau soit similaire à la larve des trichoptères, qui est aussi appelé en russe : Шитик (chitik).

## Types
Le terme chitik se réfère à deux différents types de navires :
- un cargo maritime,
- une barge fluviale.

### Cargo maritime

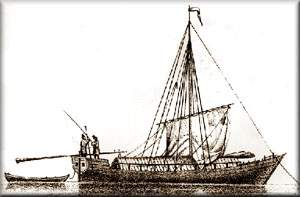
Un chitik marin au XIXe siècle.

Un chitik, lorsque celui-ci désigne un bateau maritime, est un type de navire à voile et à rames utilisé pour le transport maritime le long des côtes (cabotage). Le navire présente une coque arrondie, offrant une capacité de charge de 15 à 24 tonnes. Ce navire à un mât mesure entre 12 et 15 m de long pour 3 à 4 m de large. Il possède un très faible tirant d'eau de quelques décimètres. Le navire présente un auvent pour protéger la cargaison de la pluie, ainsi que le dortoir aménagé sur le pont.
Ce type de navire est conçu pour naviguer dans les eaux glacées.
Les chitiks ont été essentiellement construits entre le XIe et le  XVIIe siècle. Ils étaient très répandus au XIIIe siècle comme navire de transport côtier. D'abord construits sur la côte de la mer Blanche, la Dvina Nord, Sukhona, Vychegda, Vetluga, et la Tikhvinka, ils se sont répandus sur toute la Sibérie et l'Extrême-Orient, jusque sur l'océan Pacifique.

### Barge fluviale

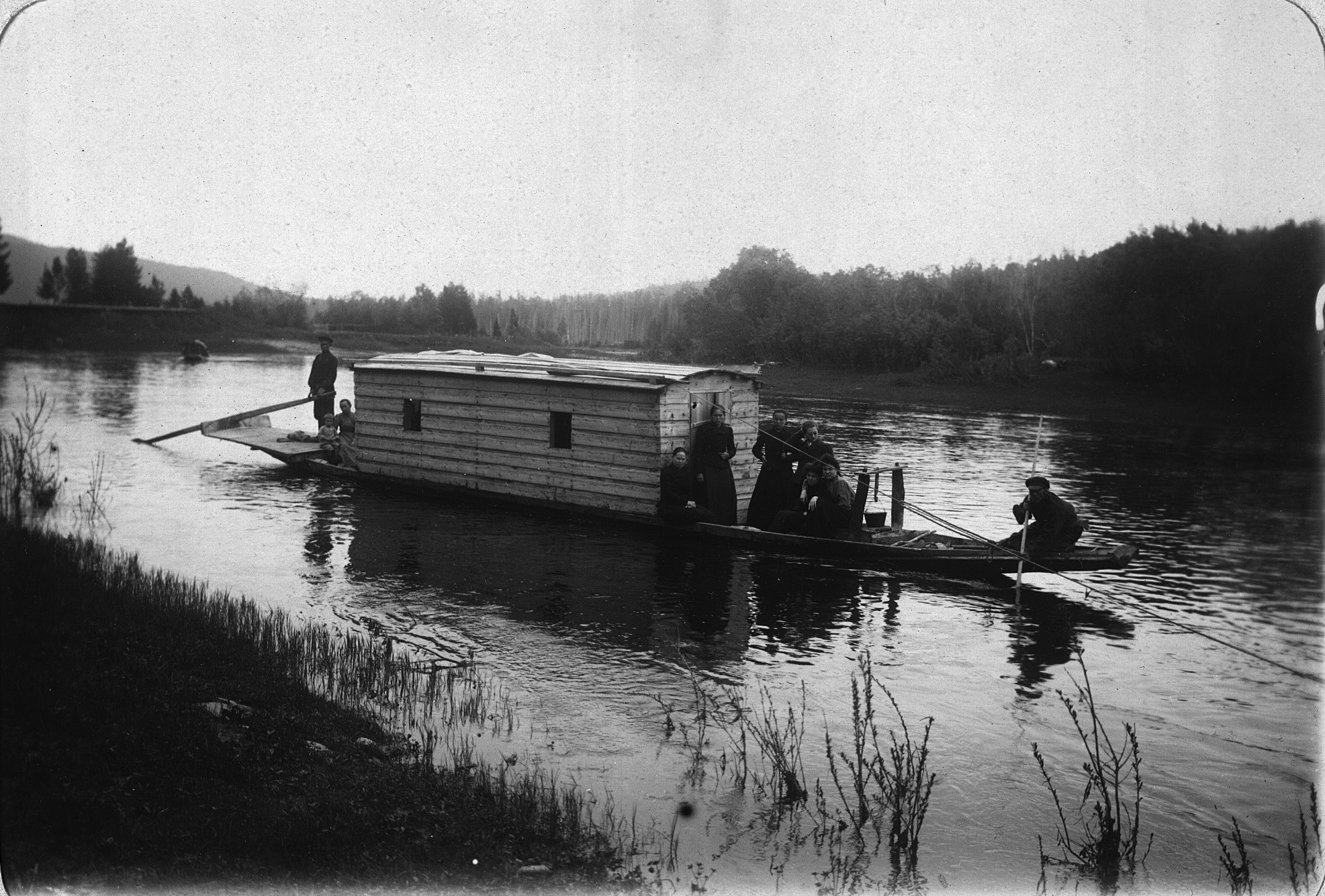
Un chitik sur la Léna vers 1890.

Un chitik, lorsque celui-ci désigne une barge fluviale à fond plat, fait référence à une embarcation traditionnelle, à rames ou rames et voiles, apparu dès le XVIIIe siècle. Très populaire sur le Fleuve Lena en Sibérie, en Russie, ce type de barge est essentiellement utilisé par les chasseurs et les pêcheurs pour atteindre des endroits inaccessibles dans la taïga. 
Le fond plat et l'absence de quille le rendent peu stable mais lui confèrent une forte adaptabilité à son milieu de navigation. 
En effet, les cours d'eau de Sibérie sont constitués de bras anastomosés, présentant de très nombreux hauts-fonds. Un chitik peut ainsi naviguer dans des  rivières de 30 à 40 centimètres de profondeur seulement.
Une autre de ses caractéristiques est son mode d'assemblage. Le matériel de base comme les clous et les planches font défaut en Sibérie au XVIIIe et XIXe siècles. Les barges était à l'origine cousue : assemblées sans clous à partir de matériaux trouvés sur place : tiges de genévrier et de sapin. La conception du bateau a été conservée, mais il est maintenant fait de tôle d'aluminium. De même les voiles et rames ne sont plus utilisées ; ils sont propulsés par des moteurs hors-bord.